# Kleinia anteuphorbium
Kleinia anteuphorbium és una composta que creix pel Marroc, associada normalment a tabaibals i cardonals.

## Descripció
És una planta suberecta, caducifòlia, en estat latent a l'estiu o arbust codificació que pot créixer fins a 90-250 cm d'alt i d'ample, de vegades formant matolls esparracats. Aquesta planta va ser una de les primeres plantes suculentes que van ser cultivades a Europa, amb plantacions de data al voltant de 1570.
Les tiges són ascendents o arquejades, de llarg unit, rodó, de fins a 12 mm de diàmetre, carnoses, glabres, de color gris pàl·lid verd, de punts i glaucs i estriat amb línies longitudinals més fosques. Sovint les tiges estan molt ramificades, amb un característic "mar de corall-com" mirar.
Les fulles són efímeres, sèssils, oblongoel·líptiques, obovades o cuneïformes adprés llarg de la deriva a prop de les puntes de les branques, de 5-15 mm de llarg, 2-6 mm d'ample, 2 mm de gruix, color gris-verd glauc.
La inflorescència és terminal-poques caps cims umbeliforme fins a 6 cm de llarg que porten 3-7 esponjosa, rayless discoide, capítols (caps de les flors) de fins a 2 cm de diàmetre que tenen flors blanques o verdoses disc amb estigmes i les anteres grogues. Contràriament a les espècies més suculents Senecio que han fètida usualment olorant flors, Kleinia anteuphorbium té flors dolçament perfumades. El papus és discret de 12-16 mm de llarg.
El període de floració és entre la tardor i l'hivern.